# Diego Domínguez Martín
Diego Domínguez Martín (Madrid, 4 de mayo de 2003) es un deportista español que compite en piragüismo en la modalidad de aguas tranquilas.
Participó en los Juegos Olímpicos de París 2024, obteniendo una medalla de bronce en la prueba de C2 500 m.
Ganó dos medallas de oro en el Campeonato Mundial de Piragüismo Sub-23, en 2022 en la prueba de C2 500 m mixto y en 2023 en el C2 500 m masculino.
Estudió el grado de Publicidad y Relaciones Públicas en la Universidad de Vigo.

## Palmarés internacional
| Juegos Olímpicos | Juegos Olímpicos | Juegos Olímpicos  | Juegos Olímpicos |
| Año              | Lugar            | Medalla           | Competición      |
| ---------------- | ---------------- | ----------------- | ---------------- |
| 2024             | París (Francia)  | Medalla de bronce | C2 500 m         |